# Pseudopanurgus trifasciatus
Pseudopanurgus trifasciatus är en biart som beskrevs av Timberlake 1973. Pseudopanurgus trifasciatus ingår i släktet Pseudopanurgus och familjen grävbin. Inga underarter finns listade i Catalogue of Life.